# سنجاقک‌های تیره
سنجاقک‌های تیره (نام علمی: Zyxomma) نام یک سرده از تیره آسیابک‌های آب‌نشین است.